# Jamie Morgan
Jamie Morgan (Sydney, 8 giugno 1971) è un ex tennista australiano.

## Carriera
In carriera ha raggiunto tre finali nel singolare allo Schenectady Open nel 1992, all'ATP Taipei sempre nel 1992 e agli International Tennis Championships nel 1994. Nei tornei del Grande Slam ha ottenuto il suo miglior risultato raggiungendo il quarto turno nel singolare agli US Open nel 1993.
In Coppa Davis ha giocato un totale di 2 partite, ottenendo una vittoria e una sconfitta.

## Statistiche

### Singolare

#### Finali perse (3)
| Numero | Anno            | Torneo                                            | Superficie  | Avversario in finale | Punteggio     |
| 1.     | 30 agosto 1992  | Schenectady Open, Schenectady                     | Cemento     | Wayne Ferreira       | 2-6, 7-6, 2-6 |
| 2.     | 25 ottobre 1992 | ATP Taipei, Taipei                                | Sintetico   | Jim Grabb            | 3-6, 3-6      |
| 3.     | 15 maggio 1994  | International Tennis Championships, Coral Springs | Terra rossa | Luiz Mattar          | 4-6, 6-3, 3-6 |